# Olympische Winterspiele 2010/Teilnehmer (Italien)
| Gelbes Symbol für Goldmedaillen mit stilisierten Olympischen Ringen | Graues Symbol für Silbermedaillen mit stilisierten Olympischen Ringen | Braundes Symbol für Bronzemedaillen mit stilisierten Olympischen Ringen |
| ------------------------------------------------------------------- | --------------------------------------------------------------------- | ----------------------------------------------------------------------- |
| 1                                                                   | 1                                                                     | 3                                                                       |

Italien nahm an den Olympischen Winterspielen 2010 im kanadischen Vancouver mit 109 Sportlern, 69 Männer und 40 Frauen, teil.

## Nominierungen
Das Comitato Olimpico Nazionale Italiano gab am 27. Januar 2010 alle teilnehmende Sportler bekannt.

## Flaggenträger

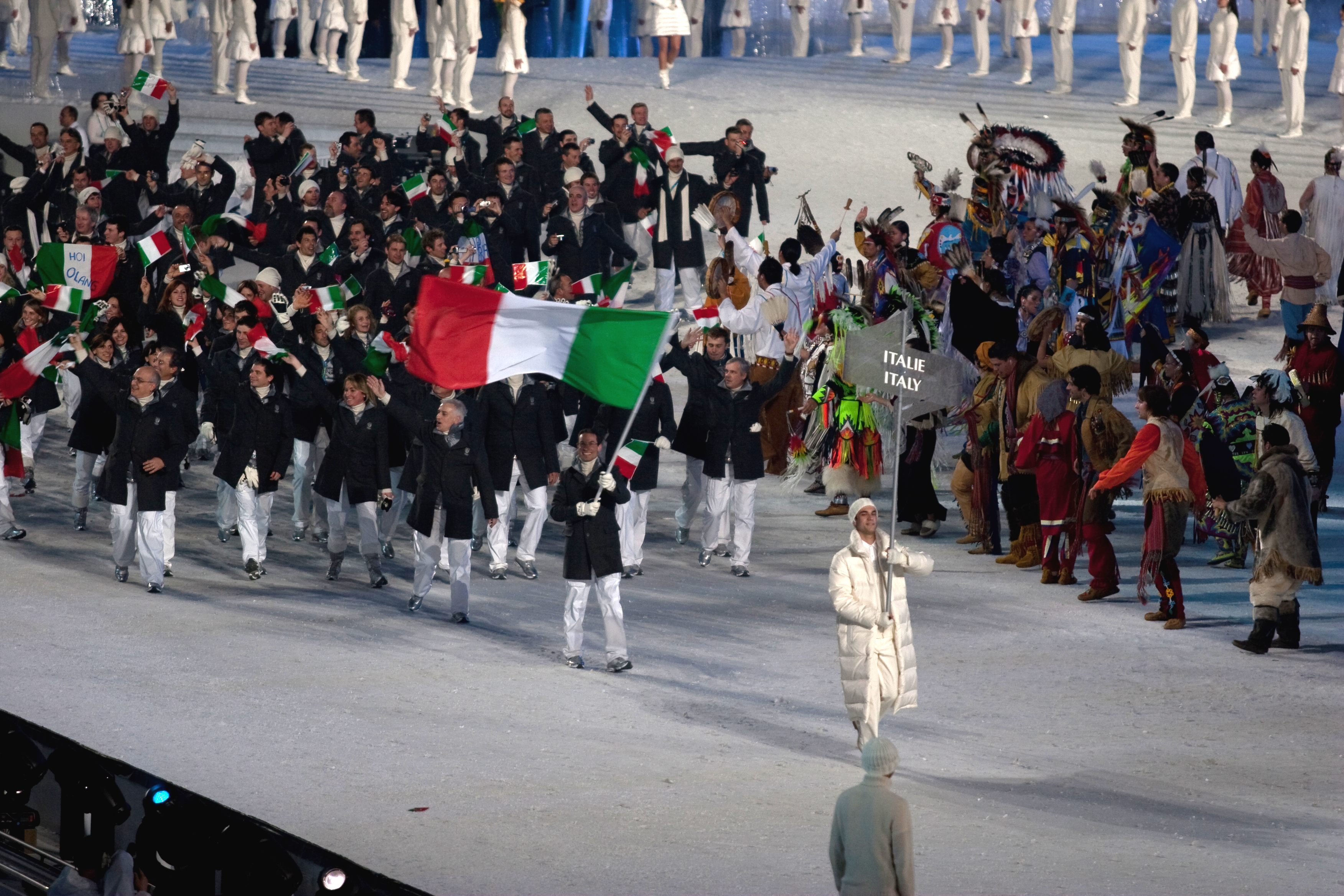
Einmarsch der italienischen Delegation

Die Flagge Italiens trug bei der Eröffnungsfeier der Skilangläufer Giorgio Di Centa.

## Medaillengewinner

### Gold
| Name             | Sportart  | Wettkampf |
| ---------------- | --------- | --------- |
| Giuliano Razzoli | Ski Alpin | Slalom    |

### Silber
| Name                  | Sportart    | Wettkampf      |
| --------------------- | ----------- | -------------- |
| Pietro Piller Cottrer | Skilanglauf | Sprint (15 km) |

### Bronze
| Name              | Sportart              | Wettkampf               |
| ----------------- | --------------------- | ----------------------- |
| Arianna Fontana   | Shorttrack            | 500 m                   |
| Alessandro Pittin | Nordische Kombination | Gundersen Normalschanze |
| Armin Zöggeler    | Rennrodeln            | Einsitzer               |

## Teilnehmer nach Sportarten

### Biathlon
| Männer - Mattia Cola 10 km Sprint: 60. Platz 12,5 km Verfolgung: 55. Platz 4 × 7,5 km Staffel: 12. Platz - Christian De Lorenzi 10 km Sprint: 61. Platz 20 km Einzel: 38. Platz 4 × 7,5 km Staffel: 12. Platz - Lukas Hofer 10 km Sprint: 56. Platz 12,5 km Verfolgung: 54. Platz 20 km Einzel: 46. Platz 4 × 7,5 km Staffel: 12. Platz - René-Laurent Vuillermoz 20 km Einzel: 54. Platz - Markus Windisch 12,5 km Verfolgung: 53. Platz 20 km Einzel: 31. Platz 4 × 7,5 km Staffel: 12. Platz | Frauen - Roberta Fiandino 4 × 6 km Staffel: 11. Platz - Katja Haller 7,5 km Sprint: 38. Platz 10 km Verfolgung: 51. Platz 15 km Einzel: 18. Platz 4 × 6 km Staffel: 11. Platz - Karin Oberhofer 10 km Verfolgung: 53. Platz 4 × 6 km Staffel: 11. Platz - Christa Perathoner 15 km Einzel: 79. Platz - Michela Ponza 10 km Verfolgung: 50. Platz 15 km Einzel: 27. Platz 4 × 6 km Staffel: 11. Platz |

### Bob
| Männer - Simone Bertazzo Zweierbob: disqualifiziert - Sergio Riva Zweierbob: 17. Platz - Samuele Romanini Zweierbob: disqualifiziert - Fabrizio Tosini Zweierbob: 17. Platz - Mirko Turri | Frauen - Laura Curione - Jessica Gillarduzzi 13. Platz |

### Eiskunstlauf
| Männer - Paolo Bacchini 20. Platz - Samuel Contesti 18. Platz | Frauen - Carolina Kostner 16. Platz | Paarlauf - Nicole Della Monica - Yannick Kocon 12. Platz | Eistanz - Anna Cappellini - Luca Lanotte 12. Platz - Federica Faiella - Massimo Scali 5. Platz |

### Eisschnelllauf
| Männer - Matteo Anesi 1000 m: 30. Platz 1500 m: 12. Platz - Enrico Fabris 1500 m: 10. Platz 5000 m: 7. Platz - Ermanno Ioriatti 1000 m: 33. Platz - Luca Stefani 5000 m: 25. Platz | Frauen - Chiara Simionato 1000 m: 19. Platz |

### Freestyle-Skiing
Frauen
- Deborah Scanzio

### Nordische Kombination
Männer
- Armin Bauer
- Giuseppe Michielli
- Alessandro Pittin
Gundersen Normalschanze: Bronze
- Lukas Runggaldier

### Rennrodeln
| Männer - David Mair 17. Platz - Reinhold Rainer 21. Platz - Armin Zöggeler Bronze | Frauen - Sandra Gasparini 20. Platz | Doppelsitzer - Patrick Gruber & Christian Oberstolz 4. Platz - Gerhard Plankensteiner & Oswald Haselrieder 9. Platz |

### Shorttrack
| Männer - Nicolas Bean - Yuri Confortola - Claudio Rinaldi - Nicola Rodigari - Roberto Serra | Frauen - Arianna Fontana 500 m: Bronze - Cecilia Maffei - Lucia Peretti - Martina Valcepina - Katia Zini |

### Skeleton
| Männer - Nicola Drocco | Frauen - Costanza Zanoletti |

### Ski Alpin
| Männer - Massimiliano Blardone - Cristian Deville - Peter Fill Abfahrt: 15. Platz Super-G: disqualifiziert - Werner Heel Abfahrt: 12. Platz Super-G: 4. Platz - Christof Innerhofer Abfahrt: 19. Platz Super-G: 6. Platz - Manfred Moelgg - Dominik Paris - Alexander Ploner - Giuliano Razzoli Slalom: Olympiasieger - Davide Simoncelli - Patrick Staudacher Abfahrt: 35. Platz Super-G: 7. Platz - Patrick Thaler | Frauen - Federica Brignone - Chiara Costazza - Elena Fanchini Abfahrt: DNF - Nadia Fanchini - Nicole Gius - Denise Karbon - Daniela Merighetti Abfahrt: DNF - Manuela Moelgg - Lucia Recchia Abfahrt: 9. Platz - Johanna Schnarf Abfahrt: 22. Platz Super-G: 4. Platz Kombination: 8. Platz |

### Skilanglauf
| Männer - Valerio Checchi 50 km Massenstart (klassisch): 31. Platz - Roland Clara 50 km Massenstart (klassisch): 36. Platz - Giorgio Di Centa 50 km Massenstart (klassisch): 11. Platz - Loris Frasnelli - David Hofer - Thomas Moriggl - Fabio Pasini - Renato Pasini - Pietro Piller Cottrer 15 km Freistil: Silber 50 km Massenstart (klassisch): 26. Platz - Cristian Zorzi | Frauen - Elisa Brocard - Antonella Confortola - Arianna Follis - Magda Genuin - Marianna Longa - Karin Moroder - Silvia Rupil - Sabina Valbusa |

### Skispringen
Männer
- Sebastian Colloredo
- Roberto Dellasega
Einzelspringen, Normalschanze → Qualifikation, disqualifiziert
- Andrea Morassi

### Snowboard
| Männer - Meinhard Erlacher - Roland Fischnaller - Simone Malusà - Aaron March - Manuel Pietropoli - Stefano Pozzolini - Federico Raimo - Alberto Schiavon | Frauen - Corinna Boccacini - Raffaella Brutto - Carmen Ranigler |